# Přetáčivost

Přetáčivost

Přetáčivost (ang. oversteering) je jev, který provází jízdu v automobilu během průjezdu zatáček s menšími poloměry, vyššími rychlostmi, nebo nepříznivým stavem povrchu vozovky. Název tohoto jevu je odvozen od faktu, že osa vozidla při průjezdu zatáčkou opisuje oblouk s menším poloměrem, než má zatáčka, a tedy příliš zatáčí. Přetáčivost se přirozeně objevuje u automobilů se zadním náhonem, ale objevuje se i u vozidel klasické koncepce, kde je však způsobená mírně odlišnou kombinací příčin. Přetáčivého smyku je možné dosáhnout i s vozidlem s předním náhonem, avšak je to poměrně komplikované a nebezpečné. Přímou příčinou přetáčivého smyku je ztráta adheze na zadní nápravě.

## Příčiny
Bezprostřední příčinou přetáčivého smyku je ztráta adheze zadní nápravy. Avšak důvodů, proč dojde ke ztrátě adheze je vícero a významně se liší dle koncepce pohonu automobilu.
U automobilů s pohonem zadní nápravy je důvodem obvykle kombinace velkého záběru kol zadní nápravy s velkým příčným silovým působením. Protože kola zadní nápravy se obvykle nenatáčejí, není možné vyrovnat velký příčný moment natočením. Ten vzniká jako důsledek toho, že zadní náprava je do zatáčky vlečena za zbytkem vozu. Za zadní nápravou je na nezřídka velké páce zavěšen motor, který svou velkou hmotností při průjezdu zatáčkou působí jako kyvadlo.
U automobilů klasické koncepce naopak zadní náprava není zatížená skoro vůbec. Odlehčená zadní náprava před sebou tlačí víc zatíženou přední nápravu a těžký zbytek auta. Působení velkých trakčních sil spojených s tlačením velké hmotnosti může při průjezdu zatáčky způsobit protočení kol hnané nápravy. Vychýlení nápravy ze směru způsobí setrvačné síly působící na zadní část automobilu.
Zřídka je možné dosáhnout přetáčivého smyku i s vozidlem s pohonem přední nápravy. Přetáčivý smyk může vzniknout při vybírání smyku nedotáčivého, případně při průjezdu zatáčky se zataženou ruční brzdou (jestliže působí na kola zadní nápravy). Nečekaný přetáčivý smyk na vozidla bez hnané zadní nápravy je nebezpečný, protože je velmi obtížné ho zvládnout.

## Chování vozidla

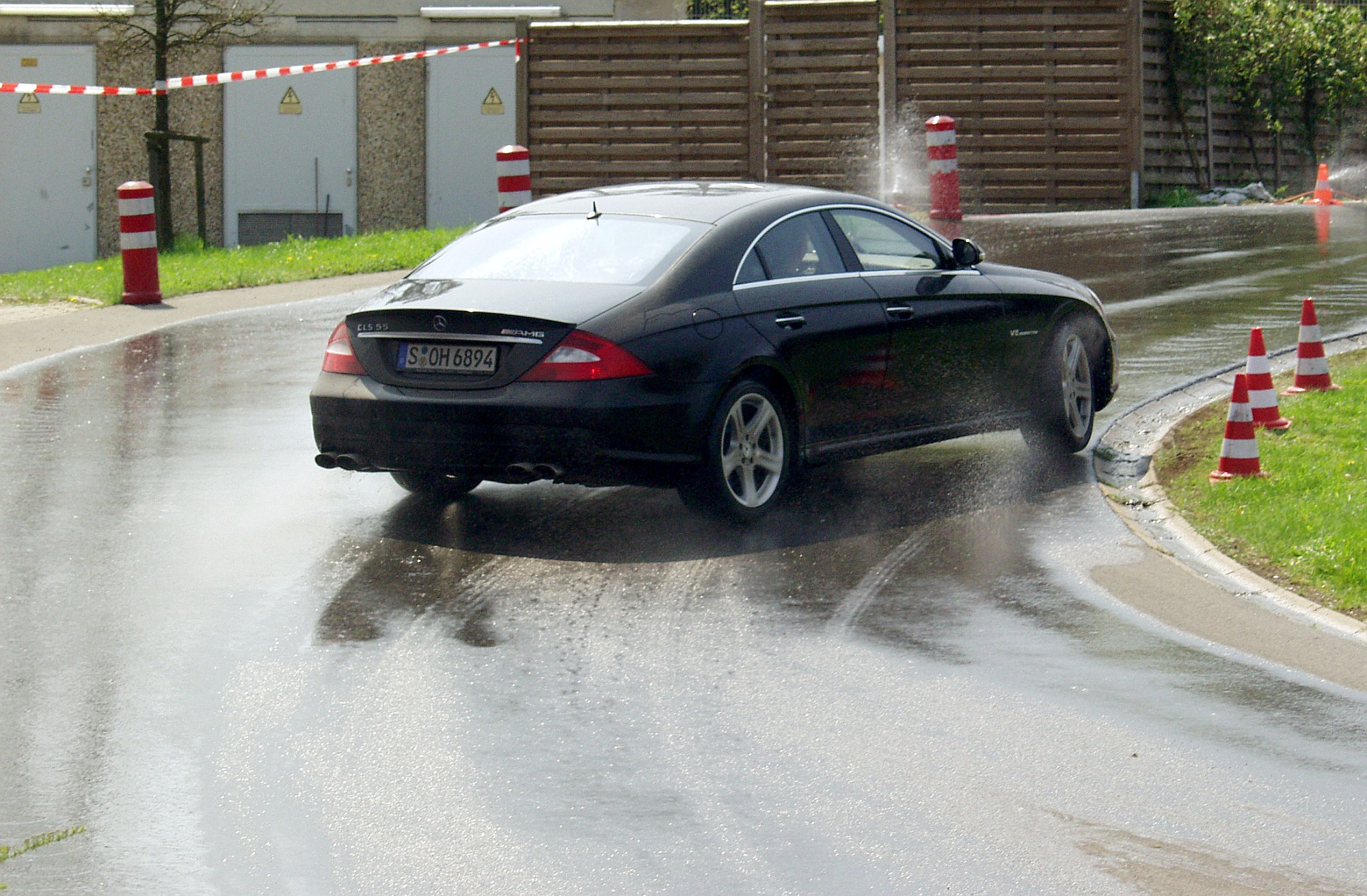
Mercedes AMG CLS 55 při přetáčivém smyku.

Při přetáčivém smyku přední část vozidla pokračuje při průjezdu zatáčkou směrem dovnitř zatáčky. V případě nezvládnutého smyku vozidlo začíná zatáčet směrem do středu zatáčky a zadní část vozidla opouští stopu po tečně v bodě ztráty adheze (opisuje kružnici kolem předku vozidla). Na rozdíl od nedotáčivého smyku, kdy vozidlo pokračuje po přímce, začíná se při přetáčivém smyku vozidlo otáčet kolem vlastní osy, neboli udělá hodiny. Paradoxně při velmi silné rotaci stejně jako při nedotáčivém smyku vozidlo nejčastěji z cesty vyletí vnějším okrajem zatáčky.
Zvládnutí přetáčivého smyku vyžaduje víc zkušeností a opatrnosti než zvládnutí nedotáčivého smyku. Pro většinu řidičů je nepřirozené, že na základní korekci přetáčivého smyku je nutné prudce točit volantem proti směru zatáčky. Natočením kol ven ze zatáčky částečně eliminuje změnu osy vozidla v důsledku smyku, což umožňuje přední nápravě pokračovat v původním směru. Následně lze smyk zadní nápravy korigovat přidáním či ubráním plynu. Přidání plynu může usměrnit zadní část vozidla při smyku v zatáčce s velkým poloměrem, ale špatnými adhezními podmínkami (např. na štěrku nebo sněhu), naproti tomu ubrání plynu pomůže k získání adheze při smyku v zatáčkách malých poloměrů.
Když je reakce na prvotní přetáčivý smyk nepřiměřená, po prudkém získání adheze při velkém otočení vozidla vůči ose vozovky může okamžitě vzniknout další přetáčivý smyk, který odhodí zadní část vozidla na opačnou stranu. V závislosti na okolnostech může být následný smyk komplikovanější než ten předcházející. V takovém případě obvykle dochází k sérii zhoršujících se přetáčivých smyků střídajících strany, až nakonec vozidlo sjede z cesty a často dojde k bočnímu nárazu.
Nebezpečnost přetáčivého smyku je ve složitosti jeho zvládnutí, protože plné přidání plynu, ani plné ubrání plynu obvykle nejsou řešením vzniklé situace, ale je nutné opatrně pracovat s plynem a řízením automobilu.